# Edificio de la República
El Edificio de la República es una edificio del municipio de Castelldefels (España). Este edificio forma parte del Inventario del Patrimonio Arquitectónico de Cataluña. Antiguamente albergó a varias escuelas, pero actualmente es propiedad del ayuntamiento, que le da usos múltiples. 

## Edificio
Es un edificio de planta baja y estructura rectangular del que destaca un cuerpo central que sobresale, con planta baja y piso. Las aulas se organizan linealmente y están orientadas hacia el sureste, a las que se accede desde un pasillo que en el patio posterior dispone de porche.
El edificio acogió las primeras escuelas públicas de la localidad, mixtas, hechas durante la Segunda República Española, concretamente en 1936. Los planos fueron diseñados por Josep Fradera.